# پیراهن زنانه صورتی

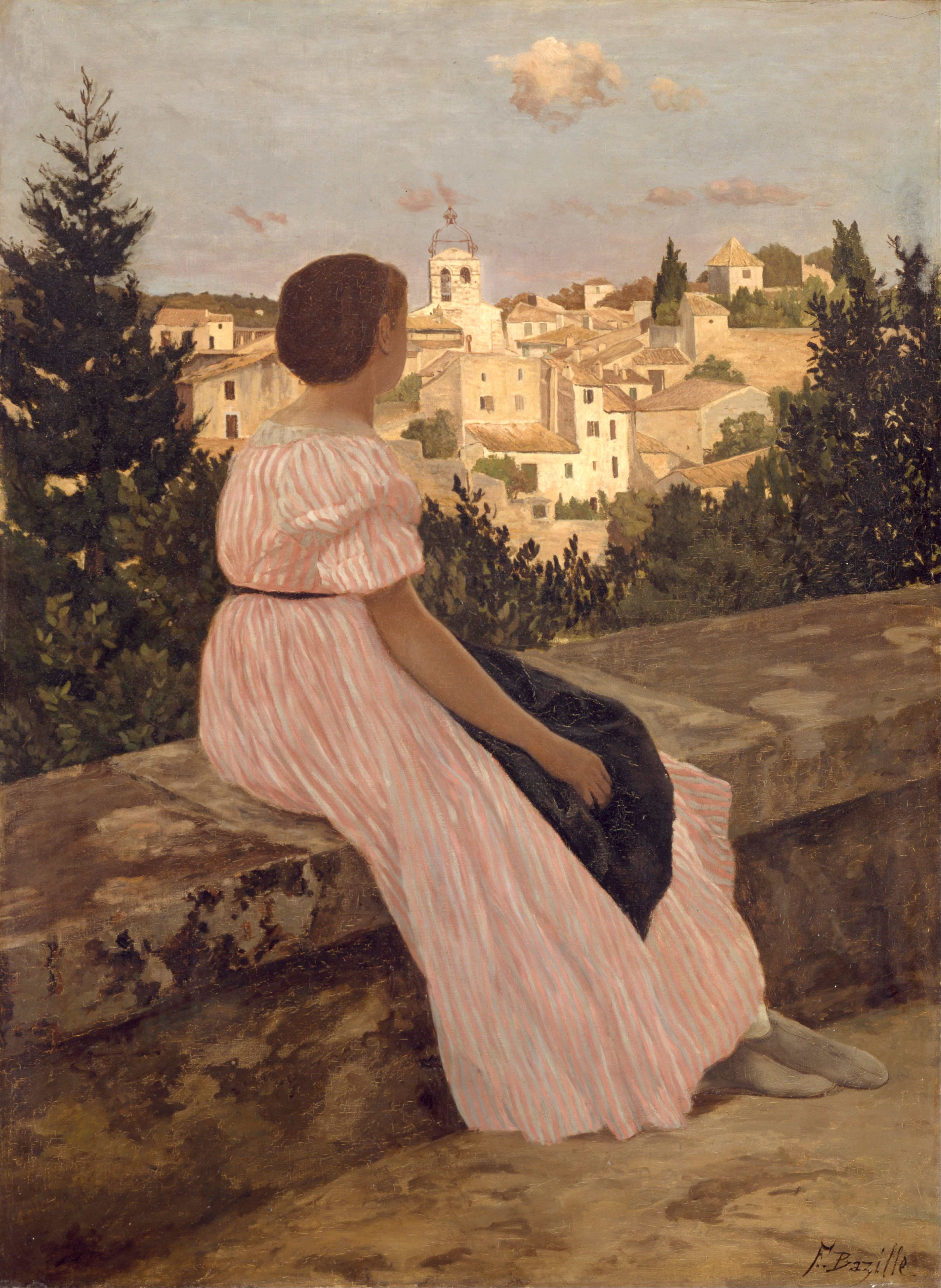

پیراهن زنانه صورتی (به انگلیسی: The Pink Dress) یک نقاشی اثر فردریک بازیل است. بازیل این نقاشی را در سال ۱۸۶۴، زمانی که ۲۳ سال داشت، کشید. در این نقاشی عموزاده بازیل در حالی که روی لبه سنگی بالکن ملک خانوادگی‌شان در مون‌پلیه نشسته، به‌تصویر کشیده شده‌است. برای چارچوب‌بندی این نقاشی از شیوه مکتب باربیزون استفاده شده‌است، به‌گونه‌ای که درخت‌های تیره برای هدایت چشم بیننده به نور روشن پس‌زمینه، به‌کاربرده شده‌اند. این اثر که هم‌اکنون در موزه اورسی قرار دارد، دارای ارتفاع ۱۴۷ و پهنای ۱۱۰ سانتی‌متر است.